# Кугушевские Выселки
Кугушевские Выселки — деревня в Тульской области России.
В рамках административно-территориального устройства входит в Мордовский сельский округ Ефремовского района, в рамках организации местного самоуправления входит в муниципальное образование город Ефремов со статусом городского округа.

## География
Расположена в 32 км к юго-востоку от города Ефремов.

## Население
| 2002 | 2004 | 2010 |
| ---- | ---- | ---- |
| 428  | ↘405 | ↗422 |